# 墨爾本城女子足球俱樂部
墨尔本城女子足球俱乐部是主場位於澳大利亞墨尔本的女子足球隊，也是澳洲女子足球聯賽的參賽球隊。该女子足球隊成立于2015年。該女子足球隊由城市足球集團創辦。